# Master of Music
Master of Music (afkorting: MM of MMus) is een hbo-master in het kader van het bachelor-masterstelsel. De internationaal herkenbare graad geeft aan dat iemand de voortgezette opleiding tot beroepsmusicus heeft afgerond aan een conservatorium (hogeschool) of een vergelijkbaar instituut of een universiteit in het buitenland.
Deze opleiding is op verscheidene conservatoria in Nederland en België te volgen. In Nederland is in 2002 het oude stelsel van Docerend- en Uitvoerend Musicus vervangen door het bachelor-masterstelsel. Op het Koninklijk Conservatorium in Den Haag is het ook mogelijk om een Master in (instrumentale) muziekpedagogiek te halen.
Bachelor-masterstructuur